# Marylie Markovitch
Pour les articles homonymes, voir Markovitch.
Marylie Markovitch, pseudonyme d’Amélie Alphonsine Marie Néry, née le 12 mai 1866 à Lyon et morte le 9 janvier 1926  à Nice, est une écrivaine, féministe, poétesse et journaliste. En tant que telle, elle est l'une des premières femmes à être correspondante de guerre : elle est envoyée en 1915 en Russie, dont elle reviendra en 1917. 

## Biographie

### Famille
Amélie est la fille de Louis Philippe Auguste Henri Joseph Néry et Marie Désirée Néry. 
Elle épouse le médecin Hubert de Romiszowski-Devoucoux, (Philippeville (Skikda) 10 juillet 1856 - Paris 1891) à Paris en 1890. 
Elle est morte à l'âge de 59 ans.

### Carrière
Veuve un an après son mariage, elle devient professeur de lettres à Montélimar avant d’épouser, en 1896, un ingénieur russe, Edouard Markovitch. 
Elle voyage avec lui dans les pays arabes et en Perse. 
Fin décembre 1898 elle publie dans Le Monde illustré un récit en deux parties, « Aiské. Mœurs persanes » (24 décembre 1898 et 30 décembre 1898) et par la suite de nombreux articles dans la revue L'Islam. Organe mensuel de la Société française d'études islamiques, dans lesquels elle s’engage pour les droits des femmes musulmanes. En décembre 1912 elle écrit un reportage sur « Les Femmes des Balkans » dans Le Magasin pittoresque. En février 1913, elle publie « Le rire dans l’islam » dans La Nouvelle Revue, dans lequel elle démontre que les Musulmans ne sont pas dépourvus d’humour. 
Elle a 48 ans lorsqu'éclate la Première Guerre mondiale. En 1914, elle écrit des poèmes patriotiques dont certains seront diffusés sous forme de cartes postales vendues au profit des soldats. 
Elle défend aussi les droits des femmes appelées à remplacer les hommes dans les fermes et les usines et milite pour leur droit de vote. Son engagement féministe lui vaut de rencontrer les femmes célèbres de son époque, pour les interviewer: la femme-écrivain suédoise Selma Lagerlöf, interview publiée dans La Renaissance, le 26 juin 1915; l’impératrice Alexandra Feodorovna de Russie, interview publiée dans La Revue des deux mondes le 1er avril 1916.
Marylie Markovitch sera l'une des premières femmes journaliste à devenir reporter international. En 1915, elle a 50 ans, quand elle est envoyée dans une Russie vacillante à l'Aube de la Révolution bolchevique. En effet, sa connaissance de la langue russe et le réseau dont elle dispose dans le pays grâce à ses mariages, font qu'elle est envoyée par la Revue des deux mondes et le Petit journal sur le Front de l'Est. Elle rejoint les pays scandinaves que leur neutralité tient à l'écart des conflits et arrive à Petrograd le 26 juin 1915. Elle est accueillie par Pavel Nikolaïevitch Milioukov de la  Douma d'État de l'Empire russe dans son cabinet de travail de la rue Bassenaïa. Un officier lui est assigné, Michel Braguinsky, qu'elle appelle « mon secretaire »
Pour se rapprocher du front, en novembre 1915, elle obtient une audience auprès de l'impératrice à Tsarkoie-Selo, le « village des tsars », la résidence d'été. Elle lui donne l’autorisation d’embarquer habillée en infirmières de la Croix-Rouge russe dans le train sanitaire de la grande-duchesse Marie de Mecklembourg-Schwerin. D'une capacité de 460 blessés soigné par une vingtaine d'infirmières, cet hôpital roulant commandé par le très jeune Alex-Ceslas Rzewuski relie en 9 jours Lublin en Pologne à Petrograd, via la Biélorussie. 
À partir de février 1917, elle suit jour après jour la Révolution russe qui se déroule sous ses yeux. En mars 1917, elle observe les manifestations ouvrières, interviewe Alexandre Kerenski, du Parti socialiste révolutionnaire, Pavel Nikolaïevitch Milioukov (1859-1943), membre du Parti Konstitutional-Democratt devenu Ministre des Affaires étrangères du gouvernement provisoire, Alexandre Goutchkov (1862-1936), un des chefs du parti octobriste avec Michel Rodzianko, président du premier gouvernement provisoire issu de la révolution de Février 1917 qui persuade Nicolas II d'abdiquer. Elle assiste à une des interventions de Lenine au balcon du Palais jusque-là occupé par Mathilde Kschessinska (1872-1971) à Petrograd. 
Ses reportages sont remaniés, les institutions de censure tant russes que françaises veillant à maintenir l’image d’une Russie intacte pour des raisons stratégiques évidentes, y compris par crainte des répercussions possibles d'une crise des emprunts russes. 
Malheureusement, la journaliste tombe malade et subit grâce à l'intervention de l'impératrice une intervention chirurgicale à Tsarkoie-Selo fin 1916. Épuisée, elle rentre tant bien que mal de Russie fin 1917 à bord d'un cargo. Il sera attaqué par les allemands, mais elle survit, traumatisée. De retour à Paris elle reprend la rédaction de ses reportages en Russie pour la Revue des Deux Mondes. La situation de la Russie évolue très vite et il lui faut se dépêcher. Il en découle un livre publié en 1918 par la Librairie académique Perrin, Paris, sous le tire La Révolution russe vue par une Française. Si cette publication est très bien accueillie et citée en référence par bien des historiens français et étrangers parmi les témoignages historiques, les ventes ne lui permettent pas d'en vivre. 
Malade et sans ressources, elle se retire à Nice, sur la Côte d'Azur et y décède le 9 janvier 1926. 
Sa mort passe inaperçue, les journaux ne l'annoncent qu'avec bien du retard. Un hommage ne lui est rendu que dans L’Eclaireur du Dimanche, le 29 janvier 1928. En 2017 à l’occasion du centenaire de la Révolution russe, La Révolution russe vue par une Française est rééditée.

### Œuvres
- Les Cloches du passé, Paris, Lemerre, 1905
- La Vie harmonieuse, Paris, Lemerre, 1914
- La Révolution russe vue par une Française, Perrin, Paris, 1918, 300 pages